# Gare de Miyamura
La gare de Miyamura (宮村駅, Miyamura-eki) est une gare ferroviaire localisée dans la ville de Miyazu, dans la préfecture de Kyoto, au Japon. La gare est exploitée par la compagnie Kyoto Tango Railway, sur la ligne Miyafuku .

## Disposition des quais
La gare de Miyamura est une gare disposant de deux quais et de deux voies
| N° de voie | Ligne          | Direction   |
| ---------- | -------------- | ----------- |
| 1          | ▆ KTR Miyafuku | Miyazu      |
| 2          | ▆ KTR Miyafuku | Fukuchiyama |

## Gares/Stations adjacentes
| Direction Miyazu | Ligne Miyafuku | Ligne Miyafuku | Ligne Miyafuku | Direction Fukuchiyama |
| Miyazu 14        |                | -              |                | Kita F12              |